# Прапор Південної Кароліни
Прапор Південної Кароліни (англ. Flag of South Carolina) — один з державних символів американського штату Південна Кароліна.
Нинішній прапор штату був прийнятий 28 січня 1861 року, як державний прапор проголошеної Республіки Південна Кароліна після виходу штату зі складу США. Зображення пальми взято в пам'ять про подію 28 червня 1776 року, коли було відбито напад англійців на розташований на острові Саліван форт Моултрі. Стіни цього форту були вибудовані зі стовбурів пальми роду Сабаль (Sabal). Деревина цієї пальми не має кілець, в результаті чого, гарматні ядра, випущені англійцями, застрявали в стінах форту.
Синій колір полотнища і півмісяць були взяті з прапора, розробленого в 1775 році, з початком війни за незалежність, полковником Вільямом Моултрі для південнокаролінських військ. Синій колір прапора — колір уніформи міліції (народного ополчення), півмісяць — емблема на їх головних уборах. Однак ці елементи зображалися ще в 1765 році на прапорі, що використовується південнокаролінскими супротивниками Акту про гербовий збір.
У 2001 році Північноамериканська вексилологічна асоціація присудила поточному прапору штату десяте місце в рейтингу прапорів Північної Америки.

## Галерея

Попередній прапор Південної Кароліни, 26 січня 1861 — 28 січня 1861
Прапор Моултрі
Прапор Південної Кароліни під час громадянської війни